# Schizotorenia
Schizotorenia là một chi thực vật có hoa thuộc họ Linderniaceae.

## Từ nguyên
Schizotorenia là ghép của schizo- nghĩa là chia tách, kẽ nứt và torenia, cho thấy nó quan hệ họ hàng gần với chi Torenia, nhưng khác nhau ở chỗ hạt của Schizotorenia có đường xoi theo chiều dọc còn đài hoa thì xẻ thùy sâu với 5 thùy hẹp hay hình mũi mác. Chi này gồm các loài thân thảo một năm bò hay trườn trên mặt đất; gân lá lông chim; hoa mọc thành chùm lỏng lẻo.

## Phân bố
Các loài trong chi này là bản địa khu vực Malaysia bán đảo, Thái Lan và Việt Nam.

## Các loài
- Schizotorenia finetiana (Bonati) T.Yamaz., 1978: Đặc hữu Việt Nam, có tại khu vực Bảo Lộc, Đà Lạt. Được gọi là dị tô liên.
- Schizotorenia atropurpurea (Ridl.) T.Yamaz., 1978: Thái Lan và Malaysia bán đảo.